# 부에노스아이레스 증권거래소

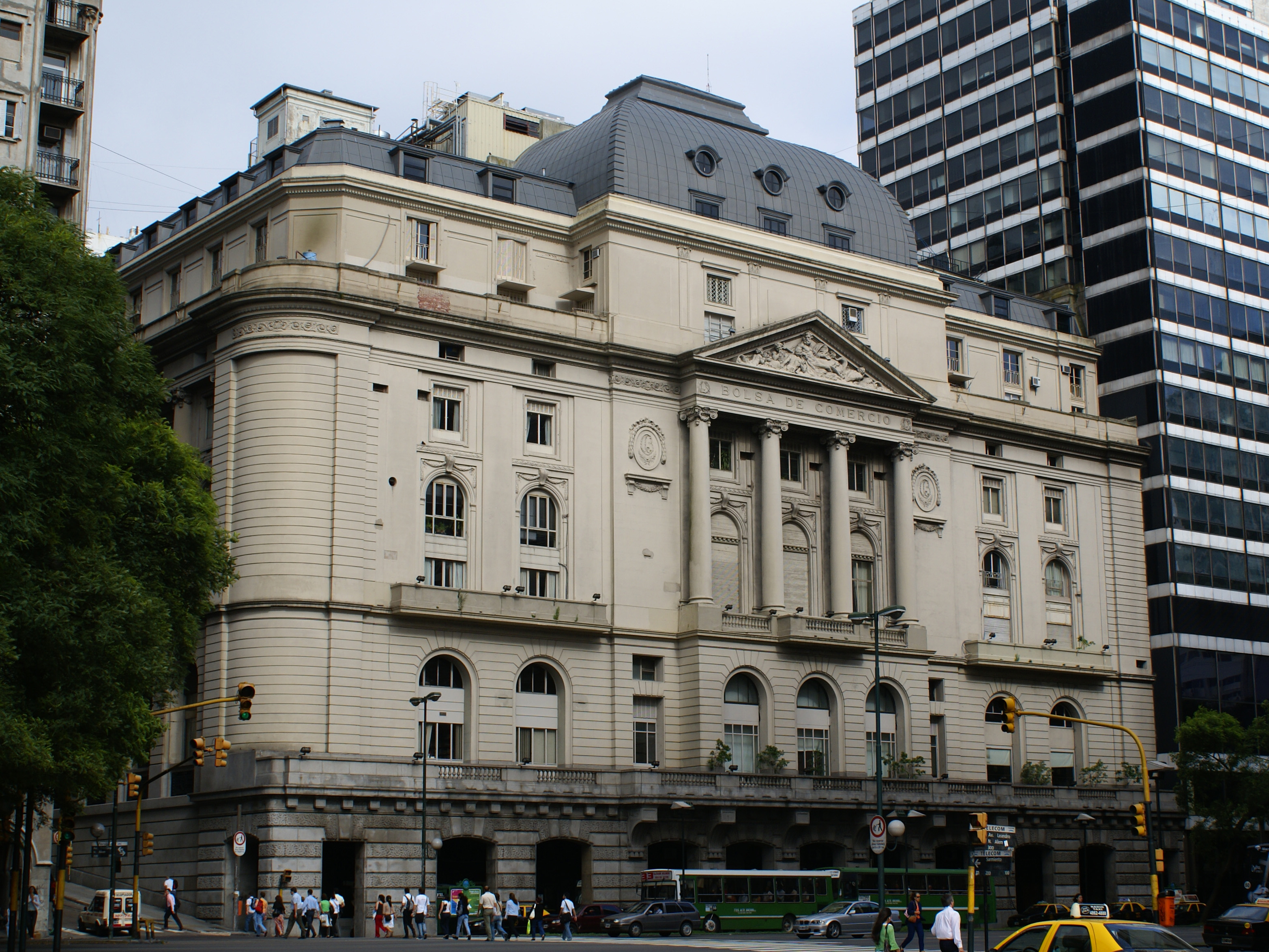

부에노스아이레스 증권거래소(BCBA, 스페인어: Bolsa de Comercio de Buenos Aires)는 아르헨티나 부에노스아이레스에 소재한 증권거래소이다.

## 같이 보기
- 아르헨티나의 경제